# Infraero
Empresa Brasileira de Infraestrutura Aeroportuária, ook wel Infraero, is een Braziliaans overheidsbedrijf dat op 12 december 1972 werd opgericht en verantwoordelijk is voor het uitbaten van de belangrijkste Braziliaanse luchthavens.
In 2011 vervoerden Infraero's luchthavens 179.482.228 passagiers en 1.464.484 ton vracht, en verzorgden 2.893.631 vliegbewegingen. Infraero beheert 66 luchthavens, die samen 97% van het reguliere luchtverkeer van Brazilië uitvoeren, 81 navigatiestations en 32 vrachtterminals. Het bedrijf heeft circa 23.000 werknemers in het hele land. Het hoofdkwartier van Infraero bevindt zich in Brasília.